# Nikolaus Haupt
Nikolaus Haupt (n. 1903 – d. 1992)  a fost un jurnalist, foclorist, traducător și scriitor de limba germană originar din Banat, România, membru al Uniunii Scriitorilor din România, filiala Timișoara.
Tatăl său, Egydius Haupt (1861-1930), a fost și el poet care a scris în dialectul șvăbesc și a publicat volumul Banater Kleenichkeite.
Nikolaus Haupt s-a ocupat și el de culegerea folclorului șvabilor bănățeni.
În perioada interbelică, Nikolaus Haupt a fost redactor la publicația Banater Deutsche Zeitung ("Ziarul germanilor bănățeni") și apoi redactor al ziarului nazist timișorean "Neueste Nachrichten".
A fost membru al cenaclului de limbă germană „Adam Müller Guttenbrunn”.
În numărul din 05.07.1981 al publicației Neue Banater Zeitung, Nikolaus Haupt a comentat debutul scriitoarei Herta Müller în cenaclul literar local, constatând "completa dezrădăcinare" a autorilor tineri. În continuare, comenta: Când te gândești că în aceste vremuri, în care germanii din acest colț de țară au nevoie mai mult ca oricând de un sprijin interior și de credință în propria valoare, este de înțeles că realizările acestor scriitori au stârnit deprimare, respingere și o contestare plină de revoltă.
Fiul său, Herbert Haupt (n. 1938), este și el scriitor în dialectul șvăbesc.

## Scrieri
- Feuersalamander - Märchen und Geschichten, Editura Facla, Timișoara, 1978
- Die Geschichte vom Teufel, der keiner war, Editura Kriterion, București, 1980
- Der Schatzsucher in den Katakomben / Drei Geschichten aus Temeswar, Editura Facla, Timișoara, 1981
- Jugendstreiche / Banater Geschichten von Anno dazumal, Editura Kriterion, București, 1984
- Wohres und Unwohres uf Schwowisch, Editura Kriterion, București, 1989
- Herr Löffelstiel auf Reisen (Märchen)
- Wohres und unwohres uf schwowisch (proză scurtă, 220 pagini), editura Bert Haupt 1999
- Die Sündenbörse (Jugendstreiche - Banater Köstlichkeiten von Anno dazumal), (190 pagini), editura Bert Haupt